# 窒素飢餓
窒素飢餓（ちっそきが）とは、作物の生育障害の一つ。植物の生育に不可欠な必須元素である窒素が少ない状況で有機物を与えすぎることにより生じる。窒素欠乏（ちっそけつぼう）ともいう。

## 概要

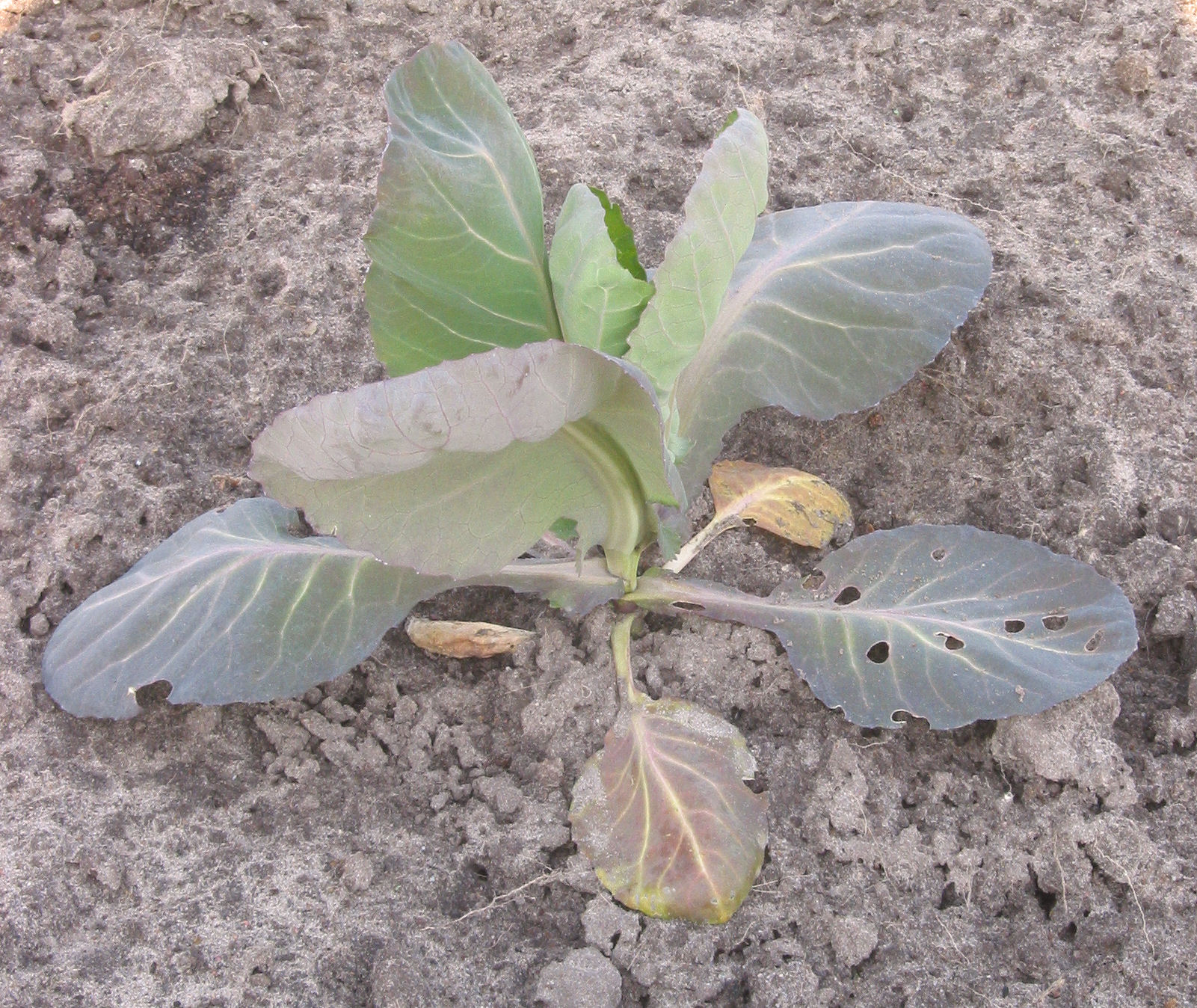
窒素飢餓によるキャベツの生育障害

有機質の肥料や緑肥を土壌に加えると、土壌中の微生物が炭素をエネルギー源として盛んに活動するが、増殖の過程で微生物が大量の窒素を消費してしまい、植物の生育に必要な窒素が不足してしまう状態をいう。窒素飢餓を避けるためには、炭素と窒素の割合であるC/N比を把握し、20以下になるように大量の有機物の投入や未完熟の堆肥を避ける（商品に「完熟堆肥」という記載している理由の一つ）、窒素分を多く配合された化学肥料を併用するといった検討が必要である。